# Quận của tỉnh Côte-d'Or
3 quận của tỉnh Côte-d'Or gồm:
1. Quận Beaune, (quận lỵ: Beaune) với 10 tổng và 194 xã. Dân số của quận này là 90.377 người năm 1990, 92.131 người năm 1999, tăng trưởng dân số là 1.94%.
2. Quận Dijon, (tỉnh lỵ của tỉnh Côte-d'Or: Dijon) với 21 tổng và 259 xã. Dân số của quận này là 336.458 người năm 1990, và 350.448 người năm 1999, tăng trưởng dân số là 4.16%.
3. Quận Montbard, (quận lỵ: Montbard) với 12 tổng và 254 xã. Dân số của quận này là 67.031 người năm 1990, và 64.176 người năm 1999, tăng trưởng dân số là 4.26%.